# Seleção Canadense de Voleibol Feminino
A seleção canadense de voleibol feminino é uma equipe composta pelas melhores jogadoras de voleibol do Canadá. A equipe é mantida pela Volleyball Canada, a federação local. Encontra-se na 12ª posição do ranking mundial da Federação Internacional de Voleibol segundo dados de 27 de julho de 2025.
Entre as principais competições da modalidade, participou nove vezes do Campeonato Mundial e três vezes dos Jogos Olímpicos, sem resultados próximos ao pódio. Nos Jogos Pan-Americanos a conquistou sua única medalha em 1995, quando foi bronze, e no Campeonato da NORCECA conquistou um ouro, duas medalhas de prata e dez de bronze em 25 participações.[carece de fontes?]